# Alfa Apodis
Alfa Apodis (α Aps) è la stella principale della costellazione dell'Uccello del Paradiso.
È una stella di magnitudine 3,83, distante circa 411 anni luce dalla Terra, dal colore arancione. Nata come una calda stella blu di classe spettrale B5 e una massa 4-5 volte quella solare, terminerà la sua esistenza come nana bianca, con una massa che sarà rimasta 0,8 volte quella del Sole.